# 黑胸芒果蜂鸟
黑胸芒果蜂鸟（学名：Anthracothorax dominicus），是雨燕目蜂鸟科的一种鸟类。
黑胸芒果蜂鸟体重约5.77克，翼长约65.3毫米，嘴峰长约26.8毫米，喙宽度约2毫米，喙厚度约2.2毫米，跗蹠长约5.2毫米，尾长约39.8毫米。黑胸芒果蜂鸟在其分布区内为留鸟，其栖息在半开放的灌木丛中，食性为草食性，主要食物来源是植物的花蜜。
黑胸芒果蜂鸟分布于伊斯帕尼奥拉岛、瓦什岛、托爾蒂島、戈纳夫岛和贝塔岛，该物种是单型物种，没有亚种分化，但波多黎各芒果蜂鸟此前被视为黑胸芒果蜂鸟的亚种，拆分前，黑胸芒果蜂鸟也被称为「波多黎各芒果蜂鸟」，而现在单型的黑胸芒果蜂鸟在波多黎各没有分布。